# Sabakes
Sabakes (Namensvarianten Sauakes, Satakes, bei Diodor Tasiakes; † 333 v. Chr.) war während der Regierung des letzten achämenidischen Großkönigs Dareios III. ein persischer Statthalter (Satrap) von Ägypten.
Als Alexander der Große auf seinem Asienfeldzug siegreich nach Osten vordrang, übergab Sabakes die Verwaltung Ägyptens an Mazakes und führte seine Truppen nach Syrien, um sich dort Dareios III. anzuschließen. In der etwa im November 333 v. Chr. geschlagenen Schlacht bei Issos kämpfte sich Alexander mit seinen Reitern bis zu Dareios III. durch, der dadurch in Lebensgefahr geriet. Der Großkönig wurde nun von den vornehmsten Persern geschützt, darunter auch von Sabakes, der dabei fiel. Diese Bedrohung seines Lebens war für Dareios III. auch der Anlass zur Flucht, womit der Sieg der Makedonen feststand.
Da Sabakes fast die gesamten persischen Besatzungstruppen aus Ägypten mit sich geführt hatte, konnte Alexander im Jahr 332 v. Chr. Ägypten kampflos einnehmen.